# Зелена боја
Зелена боја је боја између плаве и жуте боје у видљивом спектру светлости. Она се региструје на таласним дужинама од 570 до 590 nm. У системима боја који се користе у сликарству и штампању у боји, настаје комбинацијом жуте и плаве, и жуте и цијан. У РГБ колор моделу, који се користи на телевизијским и компјутерским екранима, то је једна од адитивних примарних боја, заједно са црвеном и плавом, које се мешају у различитим комбинацијама да би се створиле све остале боје. Далеко највећи допринос зеленој боји у природи је хлорофил. Неколико минерала има зелену боју, укључујући и смарагд, који је обојен зеленом бојом по садржају хрома.
Током посткласичне и ране модерне ере Европе, зелена је била боја која се обично повезивала са богатством, трговцима, банкарима и господом, док је црвена била резервисана за племство. Из тог разлога, костим Мона Лизе Леонарда да Винчија и клупе у британском Доњем дому су зелене, док су клупе у Дому лордова црвене. Такође има дугу историјску традицију као боја ирске и галске културе. То је историјска боја ислама, која представља бујну вегетацију Раја. То је била боја Мухамедове заставе и налази се на заставама скоро свих исламских земаља.
У истраживањима спроведеним у америчким, европским и исламским земљама, зелена је боја која се најчешће повезује са природом, животом, здрављем, младошћу, пролећем, надом и завишћу. У Европској унији и Сједињеним Државама, зелена се понекад повезује са токсичношћу и лошим здрављем, али у Кини и већем делу Азије, њена асоцијација је веома позитивна, као симбол плодности и среће. Због своје повезаности са природом, то је боја еколошког покрета. Политичке групе које се залажу за заштиту животне средине и социјалну правду описују себе као део покрета Зелених, а неке себе називају Зеленим партијама. Ово је довело до сличних кампања у оглашавању, пошто су компаније продавале зелене или еколошки прихватљиве производе. Зелена је такође традиционална боја сигурности и дозволе; зелено светло значи само напред, зелена карта дозвољава стални боравак у Сједињеним Државама.

## Историја
Од почетка времена, уметници, шамани и вође користили су земаљске пигменте за производњу различитих нијанси. Већ пре 40.000 година, први пигменти, комбинација земље, животињске масти, спаљеног угља и креде створили су основну палету од пет боја, црвене, жуте, црне и беле. Од тада, историја боја, као што је прича о плавом сликарском пигменту, одражава историју и главна открића света. За неке, траг плавог пигмента нас води у репрезентацију потпуно новог света који заувек остаје изван досега и улази у свет магије и визионарске уметности. Колико год је плава боја типично повезана са најдуховнијим, мистериозним и филозофским темама, зелена боја за различите културе је и сена која илуструје божанске и религиозне ликове.
Историчар Мишел Пастуро (Michel Pastoureau) је објавио књигу о историји боја („The History of a Color“), награђену 2009. бронзаним одликовањем независних издавача у категорији лепих уметности. У тој књизи је обрадио и историју зелене боје. По његовом мишљењу, зелена боја се издваја од других, на шта указују многобројне анкете. У Европи, зелена је отприлике свакој шестој особи омиљена боја; али их има готово исто толико који презиру зелену, како међу мушкарцима тако и међу женама. Зелена је двосмислена, па чак и противречна боја: симбол живота, изгледа у успех и наде, с једне стране, док с друге стране асоцира на отров, несрећу и ђавола у свим његовим обличјима. Књига приказује дуготрајну друштвену, уметничку и симболичку историју зелене у европским друштвима, од античке Грчке до наших дана. Зелену боју је дуго било тешко произвести, а још теже фиксирати.

## Симболика и психологија
Зелено означава равнотежу, природу, пролеће, здравље, младост и поновно рођење. Зелена је такође и боја љубави, или барем љубави у зачетку, ране љубави, пуне надања, а исто тако и љубавне чежње. Она је симбол просперитета, свежине и напретка. Асоцира на далеко и хладно. Зелена странка у САД је нераскидиво везана за еколошке и прогресивне узроке. Еколошки покрети се другачије називају „зелени” јер том бојом означавају своју борбу за заштиту природе. У јапанској култури, зелено се повезује са вечним животом, и то је света боја ислама, представљајући поштовање и пророка Мухамеда. У Енглеској боја има херојска значења и повезана је са причама Робина Худа; у Кини боја представља срамоту, док у Јапану зелена означава вечни живот. Зелена боја, која се сматра једном од најлепших боја из палете боја, такође ствара атмосферу спокојства и смирености. Због тога је многи архитекти и дизајнери имплементирају у своје пројекте, посебно у ентеријере болница, на пример. Не утиче битније на физиолошке функције човека. Делује умирујуће и нешто мало утиче на повећање радне способности на радном месту.
Зелена боја је боја Духа Светога у хришћанству. Православни патријарси потписују се зеленим мастилом. Као знак, зелена боја представља да је нешто допуштено (пример: семафор), или слободно (пример: такси-возило), за разлику од црвене која представља забрану. Зелена је боја природе, здравља и младости. Људима са оштећеним видом се препоручује да гледају у њу. Такође, у школама, табла је најчешће зелене боје баш због тога што најмање замара очи.

## Позитивне и негативне асоцијације

### Позитивне асоцијације
Зелено повезујемо са виталношћу, свежим растом, богатством, равнотежом, здрављем и младошћу. Зелена се користи у дизајну за просторе намењене за подстицање креативности и продуктивности и повезује се са напретком.

### Негативне асоцијације
Оно што је фасцинантно је то што је већина асоцијација са зеленим позитивна, али такође носи и неке снажне негативне конотације. Неко ко се осећа болесним може изгледати „зелено”. Зелена се повезује са завишћу и похлепом, па чак и налепница господина Јука (Mr.Yuk) која треба да упозори децу од потенцијално опасних хемикалија је светла, привлачна зелена.

## Религијске и митолошке асоцијације
- У неколико религија, зелена је боја повезана са ускрснућем и регенерацијом.
- Зелена је боја љубави повезана са Венером, римском богињом и Афродитом, грчком богињом.
- Пророк Мухамед носио је зелени огртач и турбан.
- Бог плодности у келтским митовима био је повезан са зеленим.
- Зелена је боја повезана са недељом у католичкој цркви, а олтарна тканина је обично зелена за недељне мисе.
- Зелена је боја која представља ирске католике, док наранџаста представља ирске протестанте.[16]

## У науци
| sRGB rendering of the spectrum of visible light | sRGB rendering of the spectrum of visible light | sRGB rendering of the spectrum of visible light |
| Боја                                            | Фреквенција (THz)                               | Таласна дужина (nm)                             |
| ----------------------------------------------- | ----------------------------------------------- | ----------------------------------------------- |
| љубичаста                                       | 668–789                                         | 380–450                                         |
| плава                                           | 606–668                                         | 450–495                                         |
| зелена                                          | 526–606                                         | 495–570                                         |
| жута                                            | 508–526                                         | 570–590                                         |
| наранџаста                                      | 484–508                                         | 590–620                                         |
| црвена                                          | 400–484                                         | 620–770                                         |

У оптици, перцепцију зелене изазива светлост која има спектар којим доминира енергија са таласном дужином од отприлике 495–570 nm. Осетљивост људског ока прилагођеног тами је највећа на око 507 nm, плаво-зелене боје, док је око прилагођено светлости најосетљивије око 555 nm, жуто-зелене боје; ово су вршне локације штапића и конуса (скотопске и фотопичне) функције осветљења.
Перцепцију зеленила (у супротности са црвенилом које формира један од противничких механизама у људском виду боја) изазива светлост која више покреће конусне ћелије М средње таласне дужине у оку него дуготаласне L конусе. Светлост која покреће ову реакцију зелене боје више него жутост или плаветнило механизма противника друге боје назива се зелена. Зелени извор светлости обично има спектралну дистрибуцију снаге којом доминира енергија са таласном дужином од отприлике 487–570–570 nm.
Људске очи имају рецепторе за боју познате као конусне ћелије, које постоје у три типа. У неким случајевима, један недостаје или је неисправан, што може изазвати слепило за боје, укључујући уобичајену немогућност разликовања црвене и жуте од зелене, познату као деутеранопија или црвено-зелено слепило за боје. Зелена је мирна за око. Студије показују да зелена околина може смањити умор.

## Занимљивости
- Зелена је била омиљена боја Џорџа Вашингтона, првог председника САД.

- Зелена боја означава мистичне или магичне особине у причама краља Артура.
- Зелена је боја која се користи за наочаре за ноћно гледање, јер је људско око најосетљивије и способније да разабере већину нијанси те боје.
- Светлозелена је боја астролошког знака „Рак”.
- Зелене траке су коришћене од стране низа еколошких група како би симболизовале донирање и трансплантацију органа, свест о биполарном поремећају, солидарност са Чеченијом и подршку фармера у Америци.[16]
- Нема зеленог пигмента у зеленим очима, попут боје плавих очију, то је оптичка илузија. Ова појава је узрокована комбинацијом јантарне или светлосмеђе пигментације строме, коју даје ниска или умерена концентрација меланина, са плавим тоном који даје Рејлијево расејање рефлектоване светлости. Зелене очи су најчешће у северној и централној Европи. Могу се наћи у јужној Европи, западној, централној и јужној Азији. На Исланду, 89% жена и 87% мушкараца има или плаву или зелену боју очију. Студија је показала да су на Исланду и у Холандији зелене очи много чешће присутне код жена него код мушкараца. Међу европским Американцима, зелене очи су најчешће међу онима који су недавно имали келтско и германско порекло, око 16%.